# Kennedy Blades
Pour les articles homonymes, voir Blades.
Kennedy Blades, née le 4 septembre 2003, est une lutteuse américaine. Elle remporte la médaille d'argent en -76 kg aux Jeux olympiques d'été de 2024 à Paris, en France.

## Biographie
Blades est originaire de Chicago, Illinois. Elle et sa sœur cadette, Korina, commencent à prendre des cours de jiu-jitsu brésilien quand elle a quatre ans. Elle se tourne ensuite vers la lutte à l'âge de sept ans, en rejoignant un petit club de la région. Comme il n'y a pas beaucoup de filles contre lesquelles elle peut lutter, elle s'entraîne souvent contre des garçons. Elle remporte plusieurs championnats en compétition contre des garçons en tant que jeune lutteuse, notamment en devenant la première femme à remporter le titre de l'État de l'Illinois de l'IKWF, en 2016,,.
Blades et sa sœur, également lutteuse, fréquentent le séminaire de Wyoming en Pennsylvanie, le premier lycée américain à avoir un programme de lutte pour filles. Elle déclare que « parce qu'il n'y avait pas d'équipes de lutte féminine au lycée dans le pays, nous avons dû voyager à travers le monde pour avoir de la compétition »et concourre donc contre des lutteuses de pays comme le Japon, la Russie, l'Estonie, l'Autriche et la Suède. Blades remporte le championnat national cadets des États-Unis en 2018, ainsi que le championnat national des moins de 16 ans, le championnat national des moins de 17 ans et le championnat national junior en 2019.
À 17 ans, Blades termine deuxième aux essais américains pour les Jeux olympiques de 2020, perdant face à Tamyra Mensah-Stock, qui a ensuite remporté la médaille d'or olympique. Après avoir obtenu son diplôme d'études secondaires, elle rejoint le club de lutte Sunkist Kids (en) en Arizona et s'inscrit à l'Université d'État de l'Arizona. Blades est médaillé d'or au championnat du monde U20 2021 et remporte ensuite l'argent au championnat du monde U23 2023. Elle remporte également l'or au tournoi Ibrahim Moustafa 2023. En 2024, elle bat la médaillée olympique de 2020 Adeline Gray lors des essais olympiques américains, se qualifiant ainsi pour les Jeux olympiques de 2024, Aux Jeux, elle gagne la médaille d'argent chez les -76 kg chez les femmes,.